# 鋳薔薇
『鋳薔薇』（いばら）は、ケイブの業務用縦スクロールシューティングゲームのシリーズ、またはその第1作目のタイトルである。
ラインナップは以下の通り
- 鋳薔薇
- 鋳薔薇黒 ブラックレーベル
- ピンクスゥイーツ ～鋳薔薇それから～

## 鋳薔薇
『鋳薔薇』は2005年6月稼働開始。総発売元はエイエムアイ。2006年2月23日には、タイトーよりPS2移植版が発売されている。2006年には続編となる『ピンクスゥイーツ ～鋳薔薇それから～』が稼働（後述）。
『バトルガレッガ』などを作った旧ライジングのスタッフが、ケイブに移籍して製作した作品。

### 解説
本作は、ケイブの他シューティングゲームとは異なる方向性の作品である。敵弾が若干少ない分、当たり判定が大きい。加えて、稼ぎと自爆を前提とした攻略法など、ゲーム性が『バトルガレッガ』に類似している。キャッチコピーは「ワタシタチハキレイ」。
また、キャラクター要素が重視されている。
ゲーム中のBGMの作曲は細江慎治が担当。
部分的なメディア展開もされており、公式サイトではローズ・ガーデンのメンバーを掘り下げる動くウェブ漫画が4話まで掲載されていた。これは、2006年7月に発売されたローズ・レース キャラクターフィギュアに同梱された「オフィシャルコミック＆イラストレーションブック」（続編であるピンクスゥイーツの資料同梱）で、一部書き下ろしを加えて掲載。
『バトルガレッガ』との類似と差異
『バトルガレッガ』と同じく、「撃つ」「かわす」以外の行動（得点アイテムを取る、無駄アイテムを取らない、無駄行動をしない、特定物を特定タイミングで特定攻撃で破壊する、以上を実行するために敵や敵弾以外の全てにも注意をはらう）がオールクリアに有効という情報が流布されており、初心者はそれらを不用意に試すことで、本来の「撃つ」「かわす」ことへの集中がそらされ、ミスしがちになってしまう。この場合ミスの原因もはっきりせず、対策もたてづらく、挫折しやすい。初心者向けの対策としてはまず敵の攻撃に慣れること、次に明確な方針を持ちそれが混乱しないよう注意してプレイすること。
差異は、ボムより遥かに高い威力を持つ波動ガンの存在など。

### システム
自機
1Pと2Pで性能（速度、自機からのショット、ボムの軌道）が異なる。またコイン投入後タイトル画面でボタンを押しっぱなしにしてスタートすることで4通りに性能が変化する（『ブラックレーベル』ではスタート時に自機や性能タイプを選択可能）。パワーアップはバトルガレッガと同じで、小さいパワーアップアイテムを複数個、もしくは大きいパワーアップアイテムを取得することで7段階まで強化される。
オプション
ゲーム中にオプションアイテムを取得することで、3つまで自機とは異なるショットを発射するオプションを装着することが出来る。装着個所は左右と後部。自機が移動することで発射方向が変化する。
種類は7つで、5way、ホーミング（追尾ミサイル）、ナパーム（着弾時に爆発）、バーナー（弾速が可変）、マシンガン、ロケット（横一列斉射の貫通弾）、ガトリング（射撃毎に散らばるショット）が存在する。
ボンバー
バトルガレッガと同じ方式で、小ボムアイテムを40個集めると大ボムが1個ストックされ、残り大ボムが無い場合は、ストックした小ボムを全て消費し、それに応じた性能のボムを発射する。消去した敵弾は薔薇状の得点アイテムに変化する。1Pと2Pでボンバーの挙動が変化する。
波動ガン
大ボムが1個以上ストックされている状態でボンバーボタンを押しっぱなしにすると、射出グリッドが表示されボタンを離すと正面に「波動ガン」を発射できる。着弾時には威力の高い爆発を発する他、貫通した敵や衝撃波に接触した弾をアイテムに変える。
得点システム
『バトルガレッガ』と同じ方式で、敵を破壊すると出現する勲章を連続して取得すると最大1万点を入手できる。勲章は背景に隠されている場合もあり、そのポイントにボンバーを使うことで出現する。勲章を落としてしまうとエクステンドが遠のいてしまうので展開は不利になってしまう。
エクステンド
100万点ごとにエクステンドする（出荷時設定）。使える機数は多いが、普通にプレイしてノーミスで全面クリアできるようにはバランス調整はされていない。増やせるのは最大5機までで、それ以上はエクステンドの条件を満たしても増えない。

### ストーリー
時は19世紀。機械技術産業に長けた北欧の国「エーデルワイス」では、蒸気機関の発達により目覚しい発展を遂げていた。だがある日、テレサ・ローズ博士が率いる精鋭部隊「ローズ・ガーデン」が「エーデルワイス」を襲撃。街は壊滅的な被害を受ける。これに対し、国はエーデルワイス政府軍を出動させるが「ローズ・ガーデン」の力はあまりにも凄まじく、事態は悪化の一途を辿った。
悪化していく事態を重く見たエーデルワイス皇宮は、皇宮特殊攻撃部隊「ネゴシエータ」に出撃命令を下す事を決定。部隊に主属する「ボンド」と「ダイン」は密かに用意された「武機」に搭乗し、侵攻を続ける「ローズ・ガーデン」に立ち向かう。首謀者のテレサに浅はかならぬ因縁を持つ二人の、それぞれの思いとともに。
しかしゲーム中にはこれといったストーリーは語られず、エンディングにおいて意味深な会話があるため、ストーリーの真相はwebコミック版を見ない限りは分からない。

### キャラクター
声は『ゴシックは魔法乙女〜さっさと契約しなさい!〜』のコラボイベントでの担当声優（ネゴシエーターの二人のみ続投）。
ネゴシエーター
- ボンド（1Pサイド）声：松本大輔
スピードが速く、集中型のショットを発射する「シリスター・シミリス」に搭乗する、熱い感情と理性を併せ持つ男性隊員。左目が義眼となっており、常に赤く発光している。Webコミック版では、体の一部が義肢であることを明かしている。
- ダイン（2Pサイド）声：若林明
スピードが遅く、広範囲型のショットを発射する「ディオ・スピロッシ」に搭乗する、冷静沈着だが事件に対する様々な感情を募らせている男性隊員。全身ボディスーツな出で立ちで、前頭部と後頭部で頭髪の境目がはっきりしているなど異様な風貌を持つ。エンディングにおいて驚愕の事実が明かされる。

ローズ・ガーデン
本作の敵キャラクター。テレサが率いる精鋭軍団。ローズ・ガーデンのメンバーは全員テレサの娘で姉妹という事になっているが、彼女達はテレサが造った人造人間であり、血縁関係は無い。
- テレサ・ローズ（STAGE6ボス）声：植田佳奈
今回の首謀者である女性。かつて皇立機械式義肢研究所の所長を務めていたが、所内の事故により辞任している。ボンデージ風の格好をしており、他の敵キャラクターに比べ肌の露出が極端に激しい。
- メイディ・ローズ（STAGE1ボス）声：寺田菜七
「オレンジ・メイアンディナ」に搭乗するテレサの末娘。空挺部隊指揮統括担当。かなりの甘ったれ。薔薇の形をした大きな髪飾りを付けている。なぜか下半身は下着とソックスだけの姿。ちなみに、コスチュームのモチーフはスクール水着だとの事。
- ミディ・ローズ（STAGE2ボス）声：宮地恋瑚
「グロワール・ドゥ・ミディ」に搭乗するテレサの四女。陸上部隊指揮統括担当。かなりさっぱりしている。搭乗機のキャタピラを破壊すると移動できなくなり、そのまま素通りする事ができる。
- カスミ・ローズ（STAGE3ボス）声：小原ゆか
「ハナ・カスミ」に搭乗するテレサの三女。兵器生産担当。ドレスを着ている。おしとやかだがかなりの頑固者で内にこもってしまう事も。
- シャスタ・ローズ（STAGE4ボス）声：辻優希乃
「マウント・シャスタ」に搭乗するテレサの次女。情報統括担当。ショートカットの髪型の女性。背中を大きく開けたレオタードの上にスカートを着けた軽装をしており、ベレー帽を被っている。底抜けに明るい。なんでもこなす天才肌で、攻撃に特化した機体を使いこなす技量も合わせ持つ。
- レース・ローズ（STAGE5ボス）声：小川祐奈
「フレンチ・レース」に搭乗するテレサの長女。戦略立案担当。かなり冷淡な性格。テレサそのものに近い性質を持ち、最も信用されている。

### 隠しモード
ハーダーモード
高難度モードでプレイできる。
プレイするには、タイトル画面で↑+スタート
エクステンデッドモード
1周目をクリアすると、2周目をプレイすることができる。ただし1周目から難度が高くなっている。
プレイするには、タイトル画面で↓+スタート

### ステージ構成
| 面 | ステージ名                         | ボス                                 |
| -- | ---------------------------------- | ------------------------------------ |
| 1  | 破壊とともに始めましょう           | オレンジ・メイアンディナ             |
| 2  | イシとホコリの心                   | グロワール・ドゥ・ミディ             |
| 3  | 黒く深き谷に薔薇が見えて?          | 花霞                                 |
| 4  | 大空にも刃羽（ヤイバ）を食い込ませ | マウント・シャスタ                   |
| 5  | 鋼鉄の家族とともに                 | フレンチ・レース                     |
| 6  | 私は薔薇で出来ている               | アンブリッジ・ローズ、テレサ・ローズ |

## 家庭用への移植
タイトーから販売、移植版の開発はケイブが行った。初回限定特典として「爆裂攻略集」が付属。
後述する『鋳薔薇黒 ブラックレーベル』の前身にあたる、家庭用アレンジモードが収録されている。家庭用に付属するアレンジモードとしては珍しく、ほぼ別物の新作シューティングに近いシステム刷新がなされている。
そのほか、アーケードモード、練習用のプラクティスモード、ギャラリーモード、ランキングモードが実装されている。
詳細については『鋳薔薇黒 ブラックレーベル』または家庭用アレンジモードの項を参照。

### 家庭用アレンジモード
鋳薔薇のシステムを大幅に変更したものが家庭用アレンジモードである。PS2版鋳薔薇に「アレンジモード」として搭載。
『鋳薔薇黒 ブラックレーベル』のプロトタイプ的な作品にあたり、薔薇DIEすシステム等の特徴は『ブラックレーベル』と共通である。『ブラックレーベル』との大きな差異は以下のとおり。
フォーメーションチェンジ
オプションのフォーメーション（自動で敵を狙う「サーチ」など）は、オプションフォーメーションボタンにより、任意で切り換えができる。このため、『ブラックレーベル』での「ショットボタン押しっぱなしでオプションが敵を自動で狙う」要素は家庭用アレンジモードにはない（手動でサーチフォーメーションに切り替えることで代替）。
SELECTボタンを押すことで、フォーメーション前方固定モードのON/OFF切り換えができる。フォーメーション名が赤く表示されれば固定モード、青く表示されれば通常モード。サーチフォーメーションなどの場合は、固定モードにしてもサーチ動作などが優先される。固定モードはノーマルフォーメーションで前方固定したいときなどに有効。
ショットのフルオート連射ボタンがない
『ブラックレーベル』になって追加された要素であり、家庭用アレンジモードの段階ではまだ搭載されていない。ショットボタンはセミオート連射（少しの連打で連射になる）になっている。
アイテムの自動吸い寄せがない
『ブラックレーベル』になって追加された要素であり、家庭用アレンジモードの段階ではまだ搭載されていない。
コンティニューや途中参加が無い
家庭用アレンジモードは途中参加やコンティニューが出来ない。コンティニューせずに最後までクリアしないとエンディングとスタッフロールを見ることができない。
なお家庭用アレンジの段階ではランクゲージのシステムには名称がない。薔薇DIEすシステムと名付けられたのは『ブラックレーベル』から。

## 鋳薔薇黒 ブラックレーベル
『鋳薔薇黒 ブラックレーベル』は、2006年5月稼動。100枚限定生産。
鋳薔薇 家庭用アレンジモードをベースに、『鋳薔薇』のシステムを大幅に変更したもの。4ボタン制。

### 解説
鋳薔薇とは異なり、従来のケイブ弾幕シューティングの方向性を持った作品。自機の当たり判定は小さく、また、敵弾の量もランクゲージMAX時には極端に多くなる（ランクゲージはボンバーで敵弾を大量に消すことでほぼリセットできる）。敵弾が極端に多いシーンでボンバーを使うことで、ハイスコアと難度リセット(低難度になる)を得るシステムとなっている。
難度の急激な上昇下降によるカタルシスの演出
ランクゲージMAXによる難度のピークはおよそ1～2分ごとに訪れる（プレイ内容により周期はかわる）。このとき敵の攻撃は膨大な物量の激しさとなり、このピークをボンバーで乗り切ることで敵の攻撃は平常に戻る。また、ボンバー時に恐ろしい敵弾が大量の美しい薔薇と派手な得点表示に変化する演出も効果に一役買っている。

### システム
自機
『ブラックレーベル』ではショットボタン（A）押しっぱなしで従来のケイブ作品のように移動速度を落としながら強化されたショットを撃つようになり、そのときオプションは敵を自動的に狙う。また、別ボタン（C）に前述の状態にならないタイプのショット連射が設定されている。
オプション切り換え
マシンガンやバーナーなどのオプションを任意に切り換えできるボタン（D）が設定されている。持っていないオプションには切り換えできない。ミスすると手持ちオプションを失う。
ランクゲージ
『ブラックレーベル』の特徴の一つ。画面上に表示されたランクゲージが増えるほど、敵の攻撃が極端に激しくなっていく。ゲージは勲章を含めたアイテム取得で上昇（意識せずとも取得することが多い、およそ1～2分でMAX）、ボスパーツ破壊で上昇、薔薇アイテム（以下、薔薇）取得で減少（一度に大量獲得すれば0にリセットできる）、ミスにより0リセット。
薔薇は敵弾をボンバーで消すことなどで出現。薔薇の得点にはゲージに応じた倍率がかかっており、ゲージ値が高いときに取得するほど高得点を得ることができる。
ランクゲージの大幅減少（薔薇の大量獲得）のためには、ランクゲージMAXのときにボンバーを撃つのが効果的。D-TYPEの機体のボンバーが有効。ランクゲージMAX時に薔薇を大量獲得することで非常に高い得点が得られ、スコアエクステンドの重要な手段となっている。1面ボス前での大量薔薇獲得は、そこまでノーミス到達できる腕前であれば比較的容易。
ランクゲージがMAXになる場所はプレイの内容により異なる。ボンバー以外にも薔薇を出す方法はあり、破壊することで敵弾薔薇化が発生する敵などが存在。ゲージは1万点勲章により大幅増加。ランクゲージはゲーム中リアルタイムで変化する内部難度とは別系統であり、最終的な難度はランクゲージと内部難度との組み合わせで決まる。
ランクゲージに関連したこのシステムは薔薇死す（薔薇DIEす=バラダイス）システムと呼ばれている（ケイブ公式）。
エクステンド
『ブラックレーベル』では1000万点ごとにエクステンドする。

## ピンクスゥイーツ ～鋳薔薇それから～
『ピンクスゥイーツ ～鋳薔薇それから～』は、2006年4月21日稼働開始。総発売元はエイエムアイ。2011年2月24日にXbox 360版が、鋳薔薇のシステムを踏襲しているむちむちポーク!とのセットで発売された。
キャッチコピーは「今度の鋳薔薇は超エロカワイイの」。

### 解説
鋳薔薇の続編。「鋳薔薇」の各ステージボスであった「ローズ姉妹」が自機となっている。
無限に使えるボムや2種類のパワーアップ、4種類から選択できる自機などの新要素を多く取り入れているが、あらゆる行動で難易度が上昇するため、それをコントロールしていくという攻略法は前作同様である。
ゲームシステムはファミコン用ソフト『サマーカーニバル'92 烈火』に酷似している。なお、このソフトも『バトルガレッガ』と同様、鋳薔薇シリーズのプロデューサー矢川忍が過去に開発に関わったものである。
デザイン等は鋳薔薇がスチームパンク風なシリアス路線だったのに対し、こちらは敵がおもちゃの様なポップなデザインとなっており、ストーリーもそれに乗っ取ったややコミカルなものとなっている。
タイトル案は当初『ピンクポンチフォー』であった。
2006年5月にはケイブが運営していたiモード向けサイトゲーセン横町で「ピンクスゥイーツ外伝 対戦!ローズシスターズ」が配信されていた。時系列としては本作より前に当たり、1面ボスであるピンク姉妹ことピンクスゥイーツがラスボスとして登場する。

### ストーリー
かつて、「ローズ・ガーデンの凶行」と呼ばれる「ローズ・ガーデン」が世界を薔薇で覆うために行った「エーデルワイス」への大侵攻は、エーデルワイス皇宮特殊攻撃部隊「ネゴシエータ」により部隊の制圧及びに事件の首謀者「テレサ・ローズ博士」の逮捕という結果で幕を閉じた。その後、テレサ・ローズ博士は「西欧平和維持連合」での裁判で、大西洋上に浮かぶ孤島「ヘレニウム」への流刑という判決を受ける。花一つ咲かない島で、絶望に明け暮れる日々を送っていたテレサだったが、追い討ちをかけるが如く、セントーレア国の影の実力者と噂されるアンタッチャブルモンスター「ビッグ・バーン」と結婚させられてしまったのだった。
一方その裏では、凶行時に生き残ったテレサの娘達による「テレサ救出作戦」が実行されようとしていた…。

### キャラクター
ローズガーデン
- メイディ＝ローズ（声優：内藤那津子）&ミディ＝ローズ（声優：Mao Mao）
今回は2人で「グロワール・ドゥ・ミディ・アンド・メイディ」に搭乗する。メイディは前作と同様、なぜか下着姿で登場している。ステージ1のボス戦において「ママを返せぇ!」と意気込むもミディに「こんな近くにテレサがいるはずがない」という愚痴をこぼされる（今作は全7ステージ）。
- カスミ＝ローズ（声優：石原久美子）
「ハナ・カスミ改」に搭乗。前作と同じくドレスを着ている。口調こそ上品でおしとやかななままだが前作に比べ目つきが鋭くなったほか、かなり気性が激しくなっており「もう顔も見たくない」「デカいだけでムダ」等のきつい台詞もあるなど「内にこもる傾向がある」という設定が消えかかっている。ステージ6である条件を満たすと「私はただ子を産めばよい」という台詞を吐くが、カスミの言う「子」とは戦闘用の兵器で、兵器生産担当の責務をまっとうしようとする意志の表れであり、決して「産む機械」ではない。
- シャスタ＝ローズ（声優：森麻衣子）
「チャイルド オブ マウント・シャスタ」に搭乗。かなり口が悪い。前作と同様、背中を大きく開けたレオタードの上にスカートを着けた軽装にベレー帽を被った服装をしているが、なぜか自分のスカートを自分でめくっている。
- レース＝ローズ（声優：Nami b-z-r AOKI）
「フレンチ・レース：エス」に搭乗。ボムの発動時間・範囲が最も広い。服装や髪型が前作から大幅に変わっており、また、今作では眼鏡をかけている。また若干老けたようにも見える。

ロージ・フューチャー
- ビッグ＝バーン（声優：岡本未来）（STAGE7ボス）
エーデルワイス国の隣国セントーレアの実業家。テレサと結婚しようと目論む。顔の半分を仮面で覆っているが素顔を知っているのはノヴァだけらしい。キャッチコピーは「アンタッチャブルモンスター」。
- キャラメル＝ピンク&メープル＝ピンク（声優：田中奈生）（STAGE1ボス）
ビッグ＝バーンの姉たち。義肢技師であるテレサがいると彼女達のからだが良くなるらしく、この事から彼女達もローズ・ガーデンのメンバー達と同じく人造人間である可能性が高い。
- ソシエ＝ソア（声優：阿部留美）（STAGE2ボス）
第1の侍女。侍女たちのまとめ役。巨乳の美女。なぜか前が大きく開いた露出度の高い服を着ている。キャッチコピーは「優しいお姉さん」。
- ハーモニー＝ハミング（声優：佐藤めぐみ）（STAGE3ボス）
第2の侍女。ピンクの髪にポニーテールの髪形をした少女。おとなしい性格でユニにいじめられているが、ユニの強さに憧れている。キャッチコピーは「引っ込み思案いじめられッ子」。
- ユニ＝ユリシーズ（声優：河内映美）（STAGE4ボス）
第3の侍女。チャイナドレスをアレンジしたような独特な服を着ており、後頭部にシニヨンを付けている。勝気な性格でハーモニーをいじめているが、ハーモニーのおとなしさ、しおらしさに憧れている。キャッチコピーは「自信過剰いじめっ子」。
- フリージア＝フリーダム（声優：羽田由香）（STAGE5ボス）
第4の侍女。白に近い金髪にベリーショートの髪形をした少女。背中が大きく開いたレオタードを着ている。にぎやかなことが大好きな快楽主義者で子供扱いされたり子供っぽいものは嫌い。ノヴァとは仲が悪い。キャッチコピーは「天真爛漫お祭り娘」。
- スーパー＝ノヴァ（声優：日下部美紀）（STAGE6ボス）
ビッグ＝バーンの1人息子。しかし外見からはとても男性には見えない。幼いながらも侍女たちをまとめあげたり、父を抑制しているが、ソシエに甘えたがる一面もある。キャッチコピーは「ビッグ＝バーンの実の息子」。先述の通り男性なのだが上着の下に着ているのは女子生徒用のスクール水着にしか見えない。

### ゲームシステム
本作の中核となるのは「ローズクラッカー」。ショットを撃たずにいることで敵弾（全ての敵弾ではない）を防ぐシールドを展開し、画面下に表示されているゲージが最大まで溜まった時にショットボタンを押すことでローズクラッカーを発射。ローズクラッカーに接触した敵弾を消すことができる。このローズクラッカーは無制限に使うことができ、攻略する上で非常に役立つ武器となる。
アイテムを取得することでオプションの「ローズヒップ」を装備できる。装備中はBボタンを押すことでローズヒップのフォーメーションを変えることができる。また、ローズヒップに接触した敵弾は消滅し、自機の防御手段ともなる。敵の発する攻撃には破壊可能な敵弾も多いため、自機は敵の攻撃の多くを消すことができる防御力に秀でた性能となっている。
しかしそこは鋳薔薇の続編であり、随時上昇するゲーム中のランクが高くなると、ローズクラッカーで消すことができない敵弾による攻撃が回避不能になったり、敵軍団がローズクラッカーを貫通して突進してきたりしてしまうことになる。そのため、序盤ではローズヒップを取らない、ローズクラッカーの使用を極力抑える（ローズクラッカーを使用するとランクが上昇する上に、後述のエクステンドが遠ざかってしまう）など、長期戦を見越した戦略を取る必要がある。
このためにランクを下げるためにミスする必然性も発生するが、本作はエクステンド条件が得点ではなく、ショットで破壊した敵数（敵弾）によって1UPアイテムが出現するようになっており、得点を稼がずともクリア可能となっている。（ただし、その分破壊可能な敵弾を多く破壊する必要はある。しかもローズクラッカーで破壊した分は計上されないどころか敵数から差し引かれてしまう）
家庭用のアレンジモードでは前作に採用された波動ガンシステムが復活しており、それを敵に当てることで大ダメージを与えられるほか、制限弾数が設けられている（波動ガンの発射弾数はミスをするたびに1つ増える（最大ストック数は4））。アレンジモードのエクステンドは1000万点毎に行われる。

### 隠しモード
- ハーダーモード

撃ち返しなどのある、超高難度モードでプレイできる。
プレイするには、タイトル画面で↑+スタート。
- エクステンデッドモード

1周目をクリアすると、2周目をプレイすることができる。ただし1周目から難度が高くなっている。
プレイするには、タイトル画面で↓+スタート。
- スコアアタックモード

5分間、いくらミスしてもゲームオーバーにならない。
6面を5分間でどれだけ稼げるか競うモード。
プレイするには、タイトル画面でA+B+スタート。

### ステージ構成
| 面 | ステージ名                 | 中ボス                                               | ボス                                 |
| -- | -------------------------- | ---------------------------------------------------- | ------------------------------------ |
| 1  | バラバラを踏み越えて       | スクランブルエッグ                                   | メープル＝ピンク＆キャラメル＝ピンク |
| 2  | 母を訪ねて                 | メロンブリザード、スクランブルエッグ                 | ソシエ＝ソア                         |
| 3  | 産み出されては殺されるモノ | スクランブルエッグ                                   | ハーモニー＝ハミング                 |
| 4  | 流されて行くの?            | ストロング・ストロベリーチュロス、スクランブルエッグ | ユニ＝ユリシーズ                     |
| 5  | 決して乾かない想い         | スクランブルエッグ                                   | フリージア＝フリーダム               |
| 6  | 雲の向こうへ続く           | ミントヨーク、チーズコロネ、スクランブルエッグ       | スーパー＝ノヴァ                     |
| 7  | 結婚式は是非ヘレニウムで   | スクランブルエッグ                                   | ビッグ＝バーン                       |